# Persone di nome Carol
| Questa pagina contiene informazioni ricavate automaticamente dalle voci biografiche con l'ausilio del template Bio e di un bot. L'aggiornamento è periodico e automatico e ricostruisce completamente la pagina. Se manca una persona in questa lista, sei pregato di non aggiungerla, ma accertati piuttosto che la sua voce biografica contenga il template Bio e che i dati anagrafici siano correttamente compilati. Se il template Bio manca, inseriscilo tu stesso o, in alternativa, metti l'avviso {{tmp\|Bio}} che ne segnala la mancanza. Se i dati riportati sono sbagliati, correggi direttamente la voce biografica; le modifiche saranno visibili in questa lista entro pochi giorni. Per chiarimenti vedi il progetto antroponimi. La lista contiene solo le 89 persone che sono citate nell'enciclopedia e per le quali è stato implementato correttamente il template Bio. Pagina aggiornata al 16 ott 2024. |

Questa è una lista di persone presenti nell'enciclopedia che hanno il prenome Carol, suddivise per attività principale.

## Arpiste(1)
- Carol Emanuel, arpista statunitense

## Artiste(1)
- Carol Rama, artista italiana (Torino, n. 1918 - Torino, † 2015)

## Atlete paralimpiche(1)
- Carol Walton, atleta paralimpica, tennistavolista e schermitrice britannica (n. 1947)

## Attiviste(2)
- Carol Hanisch, attivista e saggista statunitense (Iowa, n. 1942)
- Carol Rosin, attivista statunitense (Wilmington, n. 1944)

## Attrici(23)
- Carol Arthur, attrice statunitense (Hackensack, n. 1935 - Los Angeles, † 2020)
- Carol Bruce, attrice statunitense (New York, n. 1919 - Woodland Hills, † 2007)
- Carol Channing, attrice e cantante statunitense (Seattle, n. 1921 - Palm Springs, † 2019)
- Carol Cleveland, attrice e comica statunitense (Londra, n. 1942)
- Carol Burnett, attrice, comica e cantante statunitense (San Antonio, n. 1933)
- Carol Dempster, attrice statunitense (Duluth, n. 1901 - La Jolla, † 1991)
- Carol Forman, attrice statunitense (Epes, n. 1919 - Burbank, † 1997)
- Carol Grace, attrice e scrittrice statunitense (New York, n. 1924 - New York, † 2003)
- Carol Haney, attrice, cantante e ballerina statunitense (New Bedford, n. 1924 - Saddle Brook, † 1964)
- Carol Herman, attrice e doppiatrice statunitense
- Carol Holloway, attrice statunitense (Williamstown, n. 1892 - Los Angeles, † 1979)
- Carol Hughes, attrice statunitense (Chicago, n. 1910 - Burbank, † 1995)
- Carol Kane, attrice statunitense (Cleveland, n. 1952)
- Carol Lawrence, attrice statunitense (Melrose Park, n. 1932)
- Carol Lynley, attrice statunitense (New York, n. 1942 - Pacific Palisades, † 2019)
- Carol Mayo Jenkins, attrice statunitense (Knoxville, n. 1938)
- Niecy Nash, attrice, comica e conduttrice televisiva statunitense (Palmdale, n. 1970)
- Carol Ohmart, attrice e modella statunitense (Salt Lake City, n. 1927 - Fort Collins, † 2002)
- Carol Potter, attrice statunitense (New York, n. 1948)
- CCH Pounder, attrice guyanese (Georgetown, n. 1952)
- Carol Rovira, attrice e cantante spagnola (Camarles, n. 1989)
- Carol Ann Susi, attrice statunitense (Brooklyn, n. 1952 - Los Angeles, † 2014)
- Carol Woods, attrice e cantante statunitense (New York, n. 1943)

## Attrici pornografiche(1)
- Carol Connors, ex attrice pornografica statunitense (New Jersey, n. 1952)

## Autrici televisivi(1)
- Carol Mendelsohn, autrice televisiva statunitense (Chicago, n. 1951)

## Biologhe(1)
- Carol W. Greider, biologa statunitense (San Diego, n. 1961)

## Calciatori(1)
- Carol Frech, calciatore rumeno (n. 1896 - † 1959)

## Calciatrici(1)
- Carol Knox, ex calciatrice neozelandese (Glasgow, n. 1950)

## Cantanti(6)
- Carol Danell, cantante, compositrice e paroliera statunitense (Buffalo)
- Carol Decker, cantante, attrice e musicista britannica (Huyton, n. 1957)
- Carol Jiani, cantante britannica (Nigeria)
- Carol Kenyon, cantante britannica (n. 1959)
- Carol Kidd, cantante britannica (Glasgow, n. 1945)
- Carol Douglas, cantante statunitense (Bedford-Stuyvesant, n. 1948)

## Cestiste(7)
- Carol Andrew, ex cestista australiana (Adelaide, n. 1958)
- Carol Blazejowski, ex cestista statunitense (Elizabeth, n. 1956)
- Carol Hamilton, cestista canadese (Walsall, n. 1963 - Oakville, † 2006)
- Carol Menken-Schaudt, ex cestista statunitense (Albany, n. 1957)
- Carol Ross, ex cestista e allenatrice di pallacanestro statunitense (Oakland, n. 1959)
- Carol Sealey, ex cestista canadese (Montréal, n. 1959)
- Carol Turney, ex cestista canadese (Cornwall, n. 1955)

## Dirigenti d'azienda(1)
- Carol Bartz, dirigente d'azienda statunitense (Winona, n. 1948)

## Dirigenti sportive(1)
- Carol Waller, dirigente sportiva e ex calciatrice neozelandese (n. 1949)

## Discobole(1)
- Carol Cady, ex discobola e pesista statunitense (Los Alamos, n. 1962)

## Fotografe(1)
- Carol M. Highsmith, fotografa statunitense (Eden, n. 1946)

## Fumettiste(1)
- Carol Tyler, fumettista statunitense (Chicago, n. 1951)

## Giornaliste(1)
- Carol Thatcher, giornalista, personaggio televisivo e scrittrice britannica (Londra, n. 1953)

## Lottatrici(1)
- Carol Huynh, lottatrice canadese (n. 1980)

## Lunghiste(1)
- Carol Lewis, ex lunghista statunitense (Birmingham, n. 1963)

## Modelle(2)
- Carol Alt, supermodella e attrice statunitense (New York, n. 1960)
- Carol Morris, modella statunitense (Omaha, n. 1936)

## Montatrici(1)
- Carol Littleton, montatrice statunitense (Oklahoma City, n. 1942)

## Musiciste(1)
- Carol Kaye, musicista statunitense (Everett, n. 1935)

## Pattinatrici artistiche su ghiaccio(1)
- Carol Heiss, ex pattinatrice artistica su ghiaccio e attrice statunitense (New York, n. 1940)

## Personaggi televisivi(1)
- Carol Vorderman, personaggio televisivo e conduttrice televisiva britannica (n. 1960)

## Pittori(1)
- Carol Szathmari, pittore, litografo e fotografo ungherese (Kolozsvár, n. 1812 - Bucarest, † 1887)

## Poetesse(1)
- Carol Ann Duffy, poetessa e drammaturga scozzese (Glasgow, n. 1955)

## Politiche(5)
- Carol Browner, politica, avvocato e ambientalista statunitense (Miami, n. 1955)
- Carol Miller, politica statunitense (Columbus, n. 1950)
- Carol Molnau, politica statunitense (Waconia, n. 1949)
- Carol Moseley Braun, politica e diplomatica statunitense (Chicago, n. 1947)
- Carol Shea-Porter, politica statunitense (New York, n. 1952)

## Produttrici televisive(1)
- Carol Flint, produttrice televisiva e sceneggiatrice statunitense

## Psicologhe(1)
- Carol Gilligan, psicologa statunitense (New York, n. 1936)

## Registi(1)
- Carol Reed, regista e produttore cinematografico britannico (Londra, n. 1906 - Londra, † 1976)

## Saggiste(1)
- Carol J. Adams, saggista e attivista statunitense (n. 1951)

## Scrittori(2)
- Carol Ardeleanu, scrittore rumeno (Bucarest, n. 1883 - Bucarest, † 1949)
- Cass Pennant, scrittore inglese (Doncaster, n. 1958)

## Scrittrici(6)
- Carol Bensimon, scrittrice e traduttrice brasiliana (Porto Alegre, n. 1982)
- Carol Dunlop, scrittrice, traduttrice e fotografa canadese (Quincy, n. 1946 - Parigi, † 1982)
- Carol Emshwiller, scrittrice statunitense (Ann Arbor, n. 1921 - Durham, Carolina del Nord, † 2019)
- Carol Goodman, scrittrice statunitense (Filadelfia, n. 1959)
- Carol O'Connell, scrittrice statunitense (New York, n. 1947)
- Carol Shields, scrittrice canadese (Oak Park, n. 1935 - Victoria, † 2003)

## Soprani(2)
- Carol Neblett, soprano statunitense (Modesto, n. 1946 - Los Angeles, † 2017)
- Carol Vaness, soprano statunitense (San Diego, n. 1952)

## Sovrane(1)
- Carol Dlamini, regina swazilandese (n. 1970)

## Tenniste(3)
- Yuliana Lizarazo, tennista colombiana (Cúcuta, n. 1993)
- Carol Sherriff, ex tennista australiana (n. 1946)
- Carol Zhao, tennista cinese (Chongqing, n. 1995)

## Teologhe(1)
- Carol Patrice Christ, teologa statunitense (Pasadena, n. 1945 - † 2021)

## Triatlete(1)
- Carol Montgomery, ex triatleta canadese (Sechelt, n. 1965)

## Triplisti(1)
- Carol Corbu, ex triplista rumeno (Văleni-Podgoria, n. 1946)

## Senza attività specificata(1)
- Carol Shaw,  statunitense (Palo Alto, n. 1955)